# کیم جونگ کوک
کیم جونگ کوک (زاده ۲۵ آوریل ۱۹۷۶) یک خواننده و بازیگر اهل کره جنوبی است.
کیم به عنوان یک هنرمند انفرادی چندین جایزه دریافت کرده است ، از جمله سه جایزه golden disk ، دو جایزه موسیقی سئول ، دو جایزه موسیقی KBS ، دو جایزه موسیقی SBS ، دو جایزه موسیقی MBC ، یک جایزه MBC بهترین موسیقی 10 ، یک جایزه موسیقی Mnet آسیایی ، و یک جایزه موسیقی خربزه.
او علاوه بر حرفه موسیقی ، خود را به عنوان یک سرگرم کننده مطرح کرد ، به ویژه با شرکت در برنامه های مختلف از جمله
X-man ، Family Outing و پس از شرکت در Running Man محبوبیت جهانی پیدا کرد.